# Chiesa di Sant'Antonio di Padova (Camerata Cornello)
La chiesa di Sant'Antonio di Padova, conosciuta come chiesa dei Santi Cornelio e Cipriano, è un luogo di culto cattolico che si trova nell'antico borgo di Cornello dei Tasso, frazione del comune di Camerata Cornello, in provincia e diocesi di Bergamo.

## Storia
La chiesa di antiche origini, è conosciuta come dedicata ai santi Cornelio e Cipriano: Le origini non sono certe, ma secondo lo storico Giovanni Maironi da Ponte risalirebbe al XII secolo. Fu edificata in stile romanico per venire poi modificata nei secoli successivi. L'edificio fu edificato per volontà di un certo Della Torre che volle fosse dedicata alla Madonna. A ricordo della sua edificazione fu posta una lapide riportante la datazione del 1313. Lo storico Donato Calvi legò la chiesa all'importante famiglia Tasso indicando gli atti della visita pastorale di Polidoro Foscari che risalirebbe al 23 aprile 1447 con la consacrazione della chiesa.
Negli atti delle visite pastorali del vescovo Lippomano del 1541 e del presule Vittore Soranzo la chiesa risulta fosse intitolata ai santi Cipriano e Cornelio e aveva funzione cimiteriale. Nel 1605 la chiesa fu visitata dal vescovo Giovanni Battista Milani, e dagli atti si evince che vi fosse una cappella soggetta al giuspatronato della famiglia Tassis. L'altare presenta due affreschi raffiguranti santa Caterina d'Alessandria elencata tra i patroni dei corrieri postali.
La frazione fu per molto tempo un importante luogo di passaggio dei commerci che scendeva a Bergamo grazie alla via Mercatorum, per questo nei secoli XIV e XV secolo fu ampliata e riccamente affrescata. Con la realizzazione della via Priula nel 1592, la località ebbe un grave periodo di declino che interessò anche la chiesa.
Nella relazione della visita pastorale del 1615 del vescovo Giovanni Emo risulta che l'altare dedicato alla Maria Maddalena non aveva ornamenti e si trovava in grave stato di abbandono, ordinandone anche la demolizione se non fosse stato restaurato dalla famiglia Tassi che ne godeva il giuspatronato, inoltre ordinava ai fabbricieri di tinteggiare le pareti della chiesa che pare avessero pitture non solo di carattere sacro. Il medesimo altare con il tempo cambiò dedicazione con san Luigi e nel 1806 la pala d'altare risulta essere intestata a san Nicola da Tolentino.
L'edificio fu soggetto a restauro di mantenimento sia nella parte muraria che nei suoi affreschi.

## Descrizione

### Esterno
L'edificio si inserisce nell'ampio panorama dell'architettura romanica bergamasca.

La chiesa, posta sulla parte più in alta della località di Cornello dei Tasso, è di piccole dimensioni e anticipata dal sagrato in ciottolato delimitato da un muretto. La facciata a capanna, con gronda poco sporgente, è composta in blocchi di pietra abbastanza regolari che non presentano traccia di intonato o decorazioni. Centrale l'ingresso a sesto acuto definito da conci squadrati. Nella parte superiore vi sono due aperture arcuate aventi cornice interna trilobata. La facciata termina con un piccolo rosone. La copertura è a piode tipica del territorio montano bergamasco.
La torre campanaria, pendente e di altezza importante rispetto alla struttura dell'edificio, è in puro stile tardoromanico, composta in blocchi di pietra è ingentilita da quattro bifore suddivise ognuna da un colonnino centrale. Rimane uno dei pochi esempi di romanico nella val Brembana.

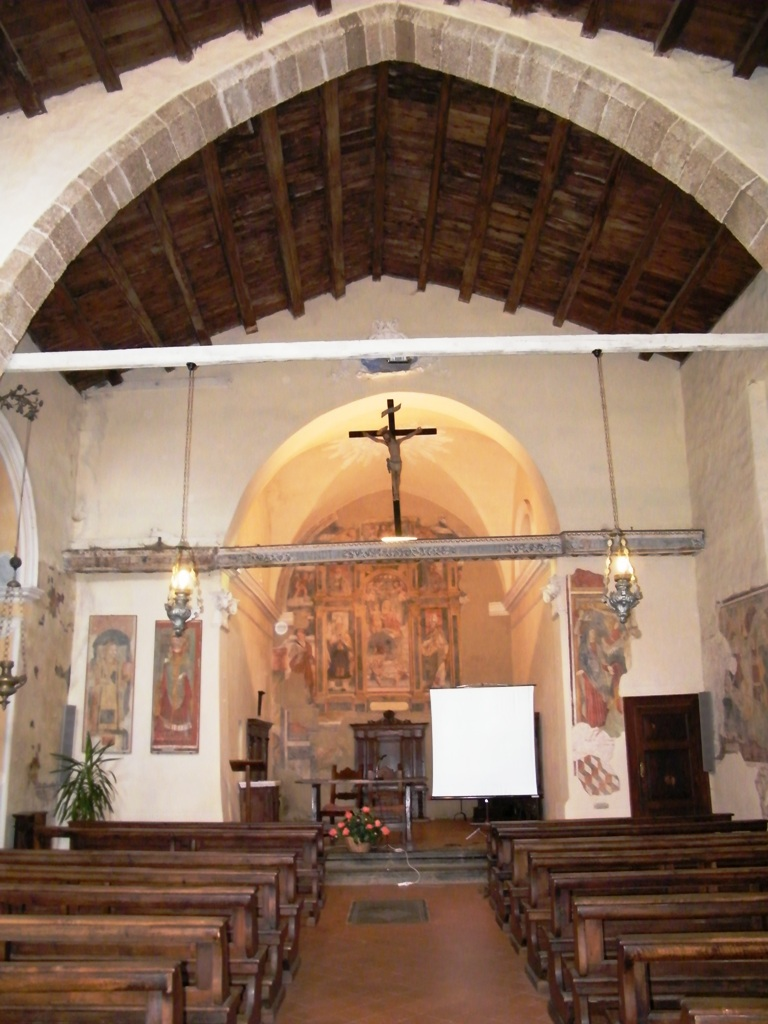
Interno - Abside e polittico - (Foto Luca Giarelli)

### Interno
La chiesa in stile romanico ha una struttura architettonica a navata unica ripartita in tre campate da due archi a ogiva, e culminante nell'abside affrescata raggiungibile da due gradini in pietra nera. Mentre il soffitto è a travature lignee. Malgrado gli interventi di restauro e ampliamento che si sono susseguiti nei secoli ha mantenuto il suo aspetto originale.
Le pareti interne sono ricoperte da affreschi, alcuni risalenti al 1475, di notevole fattura e di buona leggibilità: particolarmente interessante l'affresco dell'abside che raffigura la Madonna in trono e santi. Il dipinto a la forma di polittico e fu per molti anni coperto da una pala d'altare. Nella parte inferiore, centrale la Madonna in trono col Bambino e angeli, ai lati i due vescovi a cui la chiesa era anticamente dedicata Cipriano e Cornelio, e a sinistra santa Caterina d'Alessandria, mentre sul lato a destra doveva essere presente l'immagine della Maria Maddalena penitente poi tolto come richiesto dagli atti della visita pastorale di san Carlo Borromeo del 1575. La parte superiore presenta i santi Pietro e Paolo mentre centrale l'immagine di Cristo nell'avello sorretto da due angeli. L'affresco è di pregio, dalle linee eleganti e proporzionate.
Le pareti laterali dell'aula presentano ulteriori dipinti posti su doppio registro con scene di santi e della vita di Cristo, probabili dipinti devozionali. Tra questi sono riconoscibili i santi Giorgio, Vincenzo Ferreri, santo Stefano e Agata. Vi è inoltre la raffigurazione dell'Adorazione dei Re Magi accanto alla Crocifissione datato 1635 con visibile lo stemma dei Tasso, raffigurante il corno postale e il tasso. Vi è inoltre, sempre a protezione di alcune attività artigianali antiche, l'immagine del Miracolo di Sant'Eligio protettore dei fabbri dove è possibile cogliere anche ambienti, costumi e oggetti usati nel Cinquecento. L'ipotesi che gli affreschi siano stati eseguiti dai Baschenis di Averara non trova conferma.
L'aula è completa dalla cappella della famiglia Tasso posta a destra nella prima campata, con archi a tutto sesto e volta ad ombrello che poggiano su colonnine in stile toscano. L'altare ligneo conserva l'ancona dedicata ai santi Giuseppe e Nicola. Un ulteriore altare dedicato a sant'Antonio di Padova è presente nella terza campata di sinistra.